# Batalha de Harã
A batalha de Harã ocorreu a dois dias de Harã, na planície em frente a Raca, a 7 de Maio de 1104, opondo os cruzados do Principado de Antioquia e do Condado de Edessa aos turcos seljúcidas. Foi a primeira grande batalha contra os estados cruzados recém-estabelecidos na Primeira Cruzada, e a derrota dos latinos representou uma viragem na sua expansão no Levante. As consequências foram desastrosas para Antioquia, que permitiu a reconquista de vários dos seus territórios pelos muçulmanos e bizantinos.

## Antecedentes
Com a Primeira Cruzada, foram estabelecidos os estados cruzados de Edessa, Antioquia, Jerusalém e Trípoli no Levante. Ao contrário dos territórios latinos que escolhiam um sucessor ou regente após a morte ou prisão de um líder, nos emirados muçulmanos esta situação geralmente implicava conflitos pela sucessão.

Mapa político do Próximo Oriente em 1102, imediatamente após a Primeira Cruzada

Em 1103 os seljúcidas viviam uma situação de guerra civil entre o sultão Berquiaruque e o seu irmão Maomé, que pretendia obter um feudo para si e dividir o sultanato, situação estimulada pelo seu tio Sanjar, que deste modo se mantinha independente. Em Janeiro de 1104, Berquiaruque aceitou a partilha para evitar o colapso do sultanato, cedendo a região de Moçul, Mesopotâmia Superior e a suserania nominal da Síria ao irmão. No entanto, Maomé foi incapaz de impor o seu domínio sobre os independentistas emires das cidades-estado sírias.
Aproveitando esta anarquia, em 1104 o conde Balduíno II de Edessa decidiu atacar a cidade de Harã. Se conquistada, esta praça abriria a região de Moçul e uma rota até Bagdá aos cristãos. Com poucos homens para tomar Harã, Balduíno solicitou a ajuda do seu vassalo Joscelino de Courtenay, senhor de Turbessel, do príncipe Boemundo I de Antioquia, recém-resgatado aos danismêndidas, e do regente deste, Tancredo da Galileia.
A instável situação de Harã era propícia à acção dos latinos: a cidade tinha sido governada por Caraja, um turco que se tinha tornado impopular e por isso fora assassinado por um dos seus tenentes, Maomé de Ispaã; mas depois de tomar o poder, também este foi assassinado por Jauali Sacaua, fiel a Caraja. Também o atabei Jequermixe de Moçul estava em conflito com outro senhor muçulmano, Ilgazi.

## Cerco de Harã
Boemundo e Tancredo marcharam de Antioquia para Edessa com 3 000 cavaleiros e 7 000 soldados de infantaria; Balduíno e Joscelino comandavam os seus cavaleiros francos e as milícias de Edessa; os exércitos foram acompanhados pelo patriarca de Antioquia Bernardo de Valência, pelo patriarca de Jerusalém Dagoberto de Pisa e pelo arcebispo Benedito de Edessa.
Quando os latinos chegaram aos arredores de Harã na Primavera, a cidade tinha poucas reservas de víveres devido à instabilidade política recente. Os sitiadores decidiram assim que um bloqueio seria o suficiente para forçar a rendição da cidade, pelo que não construíram manganelas para atacar as fortificações, o que os faria perder tempo precioso. No início de Maio, Harã estava prestes a capitular, mas devido um desentendimento entre Balduíno e Boemundo sobre qual seria o primeiro estandarte a ser erguido sobre as muralhas, os cristãos decidiram deixar a tomada de posse da cidade para o dia seguinte.
Perante esta ameaça, os seljúcidas de Moçul, sob o comando do atabei Jequermixe, e as forças de Mardim, sob comando de Soquemã ibne Ortoque, irmão de Ilgazi, reconciliaram-se para atacar os latinos. Reuniram-se junto ao rio Cabul, provavelmente em Ras Alaim (Resena). Teriam começado por atacar Edessa para afastar os cruzados de Harã, ou mesmo com a intenção de retomar a cidade enquanto as forças cristãs estavam ocupadas em outro local.

## Batalha
Segundo ibne Alcalanici, Tancredo e Boemundo teriam chegado a Edessa durante o cerco mas, segundo a Crónica de 1234 (Anonymi auctoris Chronicon ad annum Christi 1 234 pertinens) de autores anónimos sírios de Edessa, chegaram directamente às portas da cidade de Harã. Em um local ou no outro, os latinos afastaram-se da cidade para enfrentar os muçulmanos quando souberam da sua chegada iminente.

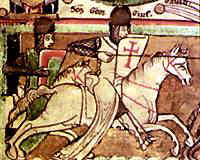
Carga da cavalaria cruzada

Os seljúcidas usaram a sua táctica preferida de simular uma fuga para atrair os cruzados para uma emboscada. O cronista contemporâneo Mateus de Edessa descreveu uma perseguição de dois dias, Rudolfo de Caen três dias. Ali ibne Alatir afirma que o confronto principal foi travado a 12 quilómetros de Harã. A maioria dos historiadores aceita os relatos de Alberto de Aquisgrão e Fulquério de Chartres, que localizaram a batalha na planície em frente à cidade de Raca, que ficava a cerca de dois dias de Harã.
Balduíno e Joscelino comandaram a ala esquerda de Edessa, Boemundo e Tancredo comandaram a ala direita de Antioquia (segundo Rudolfo de Caen, Tancredo comandou as forças no centro). Alberto de Aquisgrão, Ali ibne Alatir e Rudolfo de Caen descreveram a estratégia cruzada como uma vasta manobra de cerco ao exército inimigo, com as forças de Edessa encarregadas dar combate aos turcos enquanto que as de Antioquia deveriam aguardar para depois flanquear e envolver os muçulmanos.
Durante a perseguição em direcção a sul ocorreram algumas escaramuças, e o exército de Edessa acabaria por distanciar-se dos aliados de Antioquia, caindo na emboscada de 10 000 turcos que os desbarataram completamente. Segundo Rudolfo, os cruzados foram apanhados de tal modo desprevenidos quando o seljúcidas inverteram a retirada para atacar, que Balduíno, e depois Boemundo, lutaram sem armadura.
Os normandos de Antioquia venceram o destacamento inimigo enviado para os atrair para a emboscada, mas quando viram o exército de Edessa em retirada e perseguido pelos turcos, compreenderam que a batalha estava perdida e aproveitaram a chegada da noite para fugir para Edessa.

## Consequências

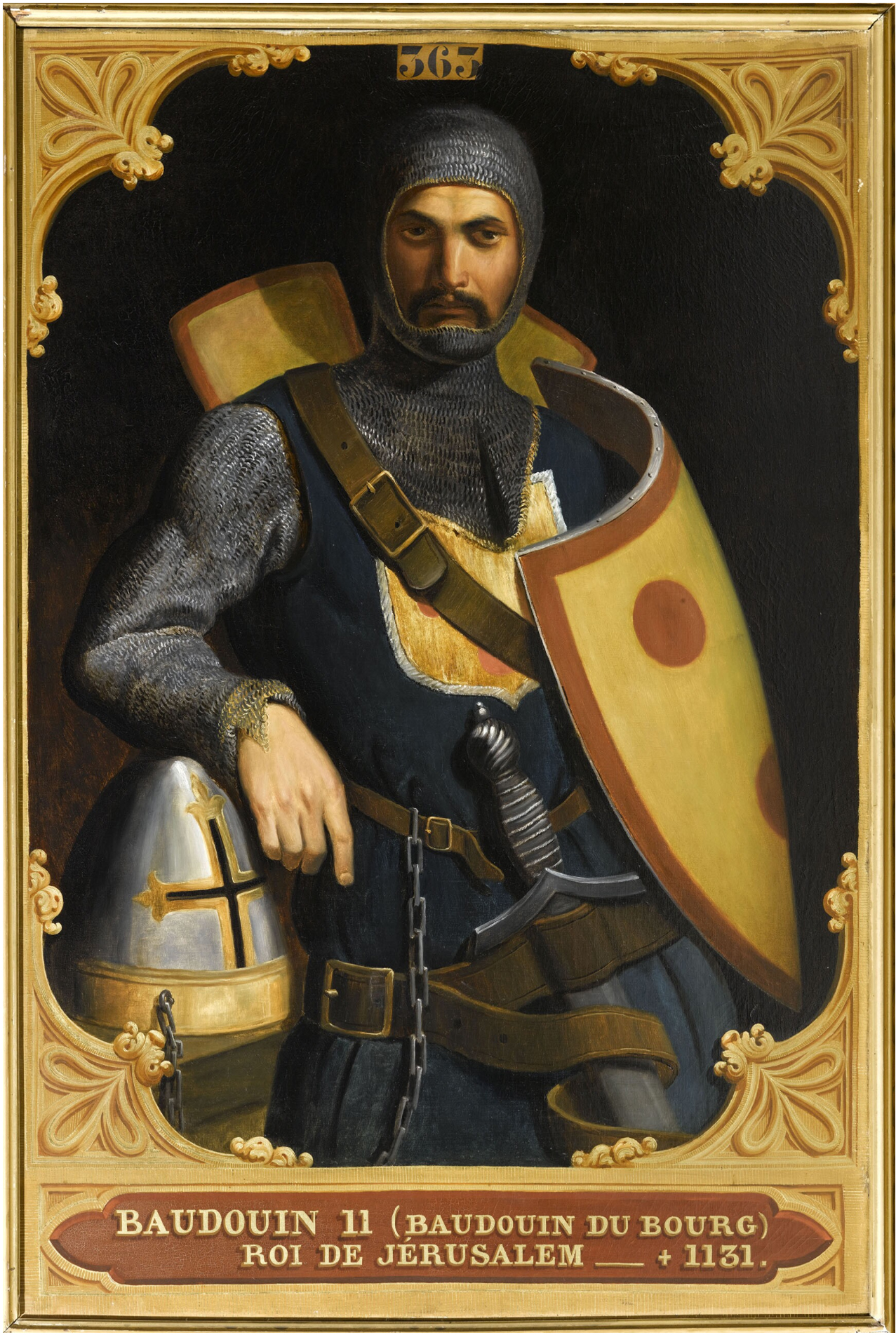
Balduíno II de Edessa por François-Édouard Picot, século XIX

Durante a batalha, Soquemã aprisionou Balduíno e Joscelino quando os seus cavalos ficaram atolados ao tentar atravessar o rio Balique, entre Harã e o campo de batalha. Os cruzados isolados que conseguiram atravessar este rio seriam em grande parte massacrados pela população local, depois desta ter tido notícias da vitória muçulmana. Balduíno acabaria por mudar de carcereiro durante o seu cativeiro, tendo sido raptado por Jequermixe, como compensação da pequena quantidade de butim que este conseguiu pilhar dos latinos.
Esta foi a primeira derrota decisiva dos cruzados, e teve graves consequências para Antioquia: o Império Bizantino aproveitou para impor a sua pretensão de suserania sobre o principado e reconquistou Lataquia e parte da Cilícia; várias cidades dominadas por Antioquia revoltaram-se e foram reocupadas por guarnições muçulmanas de Alepo; territórios arménios também se rebelaram e passaram para o domínio bizantino ou do Principado Arménio da Cilícia.
No entanto, os vencedores desta batalha não chegariam a explorar a sua vitória. Depois de partilharem os despojos, separaram-se. Jequermixe cercou Edessa, defendida por Tancredo de Altavila, que voltou a tempo de levantar as defesas da cidade. Boemundo de Taranto teve assim tempo de organizar outro exército em Antioquia para obrigar Jequermixe a levantar o cerco. Soquemã foi convocado pelo cádi Facre Almulque ibne Amar de Trípoli para levantar o cerco a esta cidade por Raimundo de Saint-Gilles, mas morreu de angina em Balbeque em 1105.

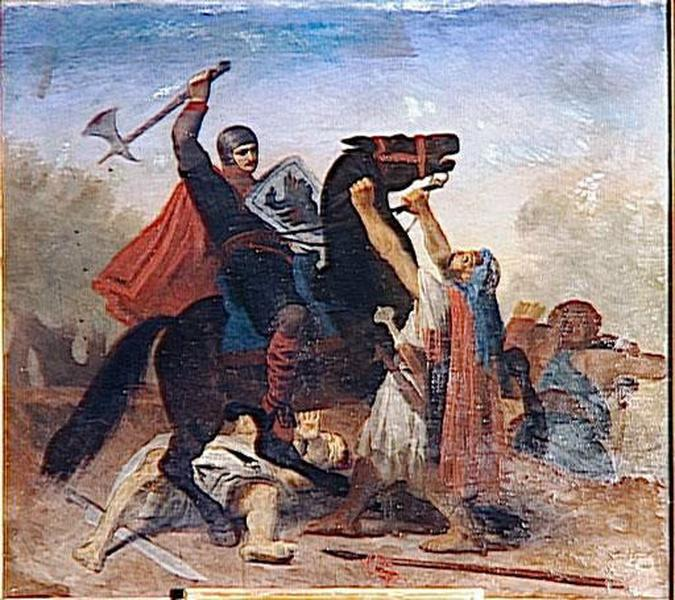
Tancredo da Galileia em batalha, por Émile Signol, século XIX

Guilherme de Tiro escreveu que não houve nenhuma batalha mais desastrosa. Tancredo assumiu a regência de Edessa e, com o objectivo de se manter senhor deste condado, colocou entraves ao resgate de Balduíno e Joscelino.
Boemundo voltou à Europa para recrutar mais exércitos, deixando Tancredo como regente de mais este estado cruzado. Apesar de Antioquia ter-se recuperado no ano seguinte, o imperador bizantino Aleixo I Comneno impôs o Tratado de Devol a Boemundo, que tornaria o principado em vassalo imperial se Tancredo não tivesse resistido.
Balduíno e Joscelino só seriam libertados em 1108 e pouco antes 1108, respectivamente. Tancredo ainda se recusaria a devolver o comando de Edessa ao seu legítimo conde, pelo que em Outubro desse ano acabaria por ocorrer uma batalha que pode parecer curiosa no seguimento da intolerância religiosa da Primeira Cruzada: de um lado, Balduíno aliado a ao emir Jauali de Moçul; do outro, Tancredo aliado ao sultão Raduano de Alepo; nesta batalha pereceriam cerca de 2 000 latinos.
Antioquia seria derrotada novamente pelos muçulmanos na batalha do Campo de Sangue em 1119; o Condado de Edessa nunca mais recuperaria, e só devido aos conflitos entre os diferentes senhores muçulmanos conseguiria resistir, até à conquista por Zengui em 1144.